# Francisco Vázquez Enríquez
Francisco Vázquez Enríquez (c. 1880 - Santiago de Compostela, 29 de noviembre de 1951) fue un abogado, periodista y político español que fue alcalde de Santiago de Compostela entre 1934 y 1936.

## Biografía
En 1903 dirigió el periódico La Emancipación de Noya. Fue juez municipal de Outes (1908-1909). En noviembre de 1917 dirigió la Gaceta de Galicia . Colaboró con la revista A Nosa Terra. Fue candidato de la Irmandades da Fala para las elecciones de 1918 por el distrito de Noya, frente a Eduardo Gasset Neira, pero fue derrotado. Fue proclamado diputado provincial por el distrito de Negreira-Corcubión en 1921, e incapacitado y suspendido del cargo en marzo de 1923, pero el acuerdo fue revocado en noviembre. También fue candidato a diputado por el distrito de Ordes en las elecciones de 1923. Instalado como abogado en Santiago de Compostela, en 1931 fue elegido presidente del comité provisional de la Agrupación Nazonalista de Santiago. En 1934 fue nombrado alcalde de Santiago de Compostela y diputado provincial. Era jefe superior de la administración civil.
Casó con María de la Concepción Méndez-Brandón Bartolomé y fueron padres de Fernando Vázquez Méndez.